# 埃爾西 (密蘇里州)
埃爾西（英語：Elsey）是位於美國密蘇里州斯通縣的非建制地區。

## 歷史
埃爾西的郵局於1900年設立，其後於1957年停運。

## 地理
埃爾西所處的海拔為高於海平面387米（即1270英呎），而該地所採用的時區為UTC-6，即北美中部時區（CST）。同時該地設有夏令時間，為UTC-6調快一小時，即UTC-5（CDT）。